# サウサンプトン大学
サウサンプトン大学 (英語: University of Southampton）は、イングランド南部の海沿いの街サウサンプトンに本部を置くイギリスの国立大学である。1862年に設立されたハートリー学会がその前身であり、イギリスの大規模研究型大学グループ、ラッセルグループに所属。World Universities Network（世界大学ネットワーク）の創設メンバーでもある。
約16,150人の学部生と7,645人の大学院生を擁するサウス・イースト・イングランドで最大の研究主導型大学。

## 歴史
1862年に設立されたハートリー学会(Hartley Institution)を前身とし、1902年からはハートリー大学(Hartley University College)、その後1952年4月29日に正式な国立大学としてユニバシティーオブサウサンプトン(University of Southampton)と改名された。

## 組織
- ビジネス・法学・視覚芸術
- 土木工学・環境学・航空工学・造船工学
- 健康学
- 人文科学・英文学・考古学・音楽・哲学・語学
- 医学
- 自然科学・化学・地球学・海洋学
- 社会科学・経済学・統計学・数学・心理学・政治学
- 電子工学・物理化学・天文学・計算機科学・光エレクトロニクス学

## ランキング

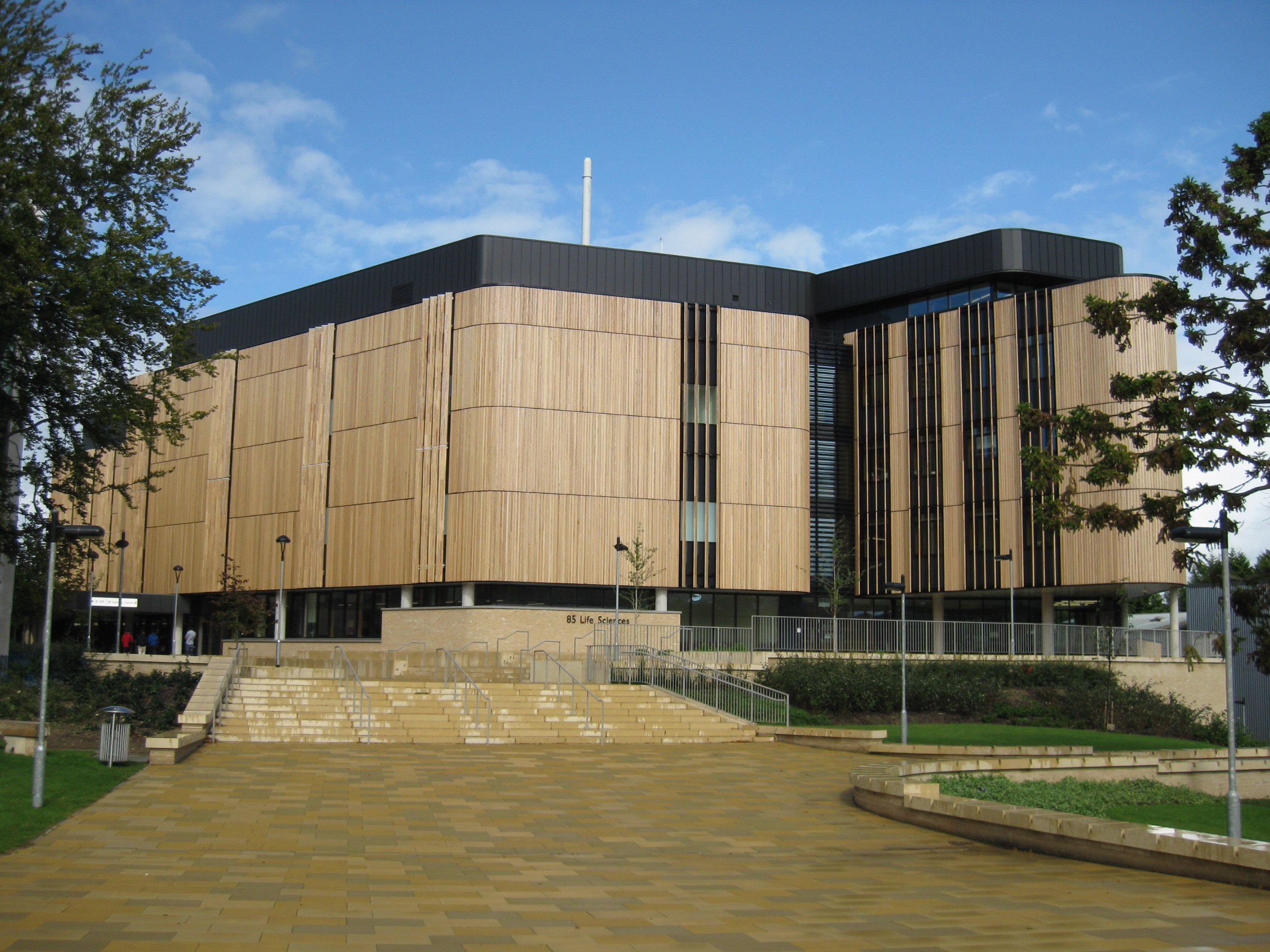
サウサンプトン大学の生命科学館

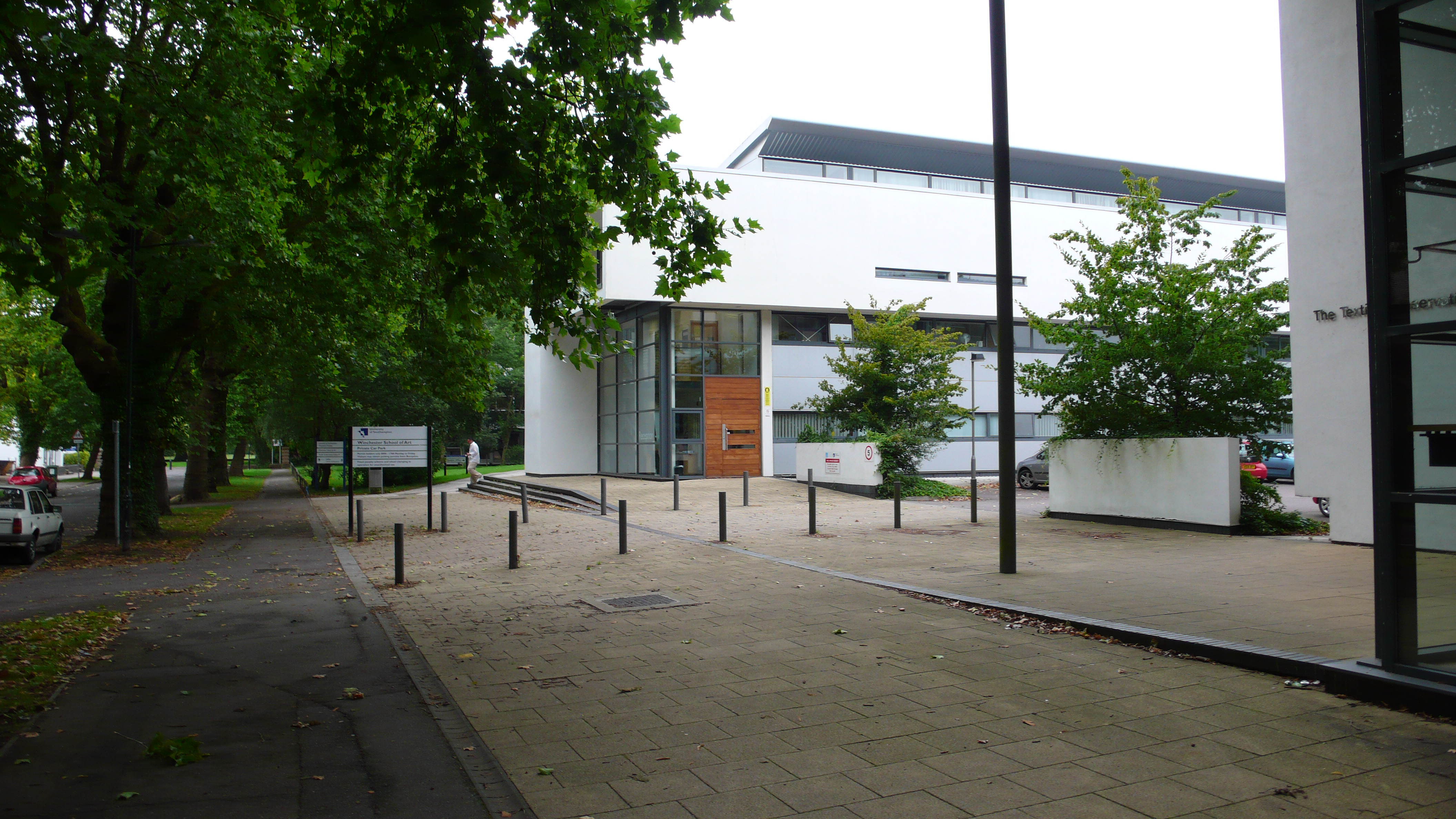
サウサンプトン大学のウィンチェスター視覚芸術キャンパス

サウサンプトン大学は英国の主要な研究主導型大学の一つであり、国内外から常に高く評価されている。設立以来、サウサンプトン大学は、教育と研究の両面で優れた評価を受けている。特には医学、社会科学、電子工学、コンピューターサイエンス、電気工学、船舶科学、航空学などの工学系の分野で高い評価を得ている。
- 2015年のQS世界大学ランキングでは81位となっている

- 2015年版のタイムズ・ハイアー・エデュケーション誌世界大学ランキングでは110位

### 研究水準
英国大学の研究力を測る指標としてREF(Research Excellence Framework)がある。REFはイギリス政府が同国の研究機関に対して行う研究成果の公的な調査および査定である。イギリスの研究機関で行われている研究を36の分野に分け、その分野の専門家がお互いの研究成果を査定し、イギリス政府はその結果に基づいて国内の研究機関への資金配分を決める。REFは2008年までResearch Assessment Exercise (RAE) と呼ばれていたものを質・規模の観点から再構築したものである。
2014年12月18日発表のREF2014年によると、サウサンプトン大学で行われている研究の平均水準（GPA)はイギリス第11位である。

## キャンパス

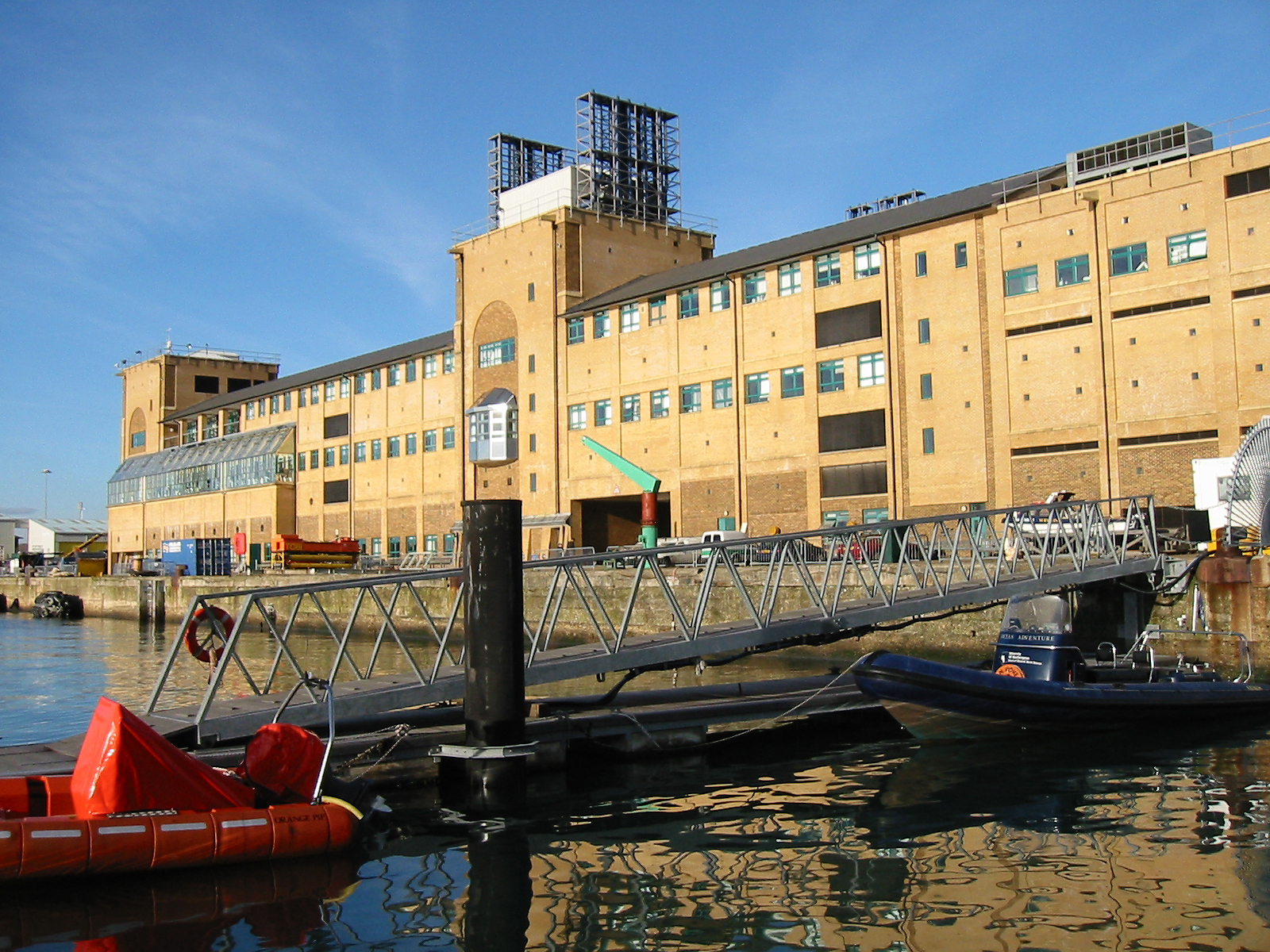
サウサンプトン大学のナショナル海洋学センター

サウサンプトン大学は7つのキャンパスからなっており、その内5つがサウサンプトン市内に位置し、アート学部を中心とするキャンパスがウィンチェスターに、そして国際キャンパスをマレーシアに持っている。
メインのキャンパスはハイフィールド(Highfield Campus)で、サウサンプトンの中心から北に車で10分程度のところに位置している。緑豊かなメインキャンパス内には、新設された教育施設を囲むように多様なタイプの寮が点在している他、複数のパブやカフェ、劇場やアートギャラリーがある。150万冊以上の蔵書を誇る図書館本部やコンピュータ施設は学期中24時間オープンしている。

## 学生生活
サウサンプトン大学の独立学生自治会(Student Union)には300以上のクラブ及びスポーツサークルがある。学生自治会はサバティカル制度を活用した学生7人の幹部や大学職員によって運営されている。

## 留学生
外国人留学生は2000人以上、その出身国は100ヵ国を超える。
日本との関係では慶應義塾大学、立教大学、横浜国立大学、大阪大学、神戸大学、明石工業高等専門学校と協力関係にあり、日本企業が投資する研究プロジェクトも多数存在している。
日本人学生の人数は学部・院を合わせて28名（2016-17年度）。

## 大学関係者

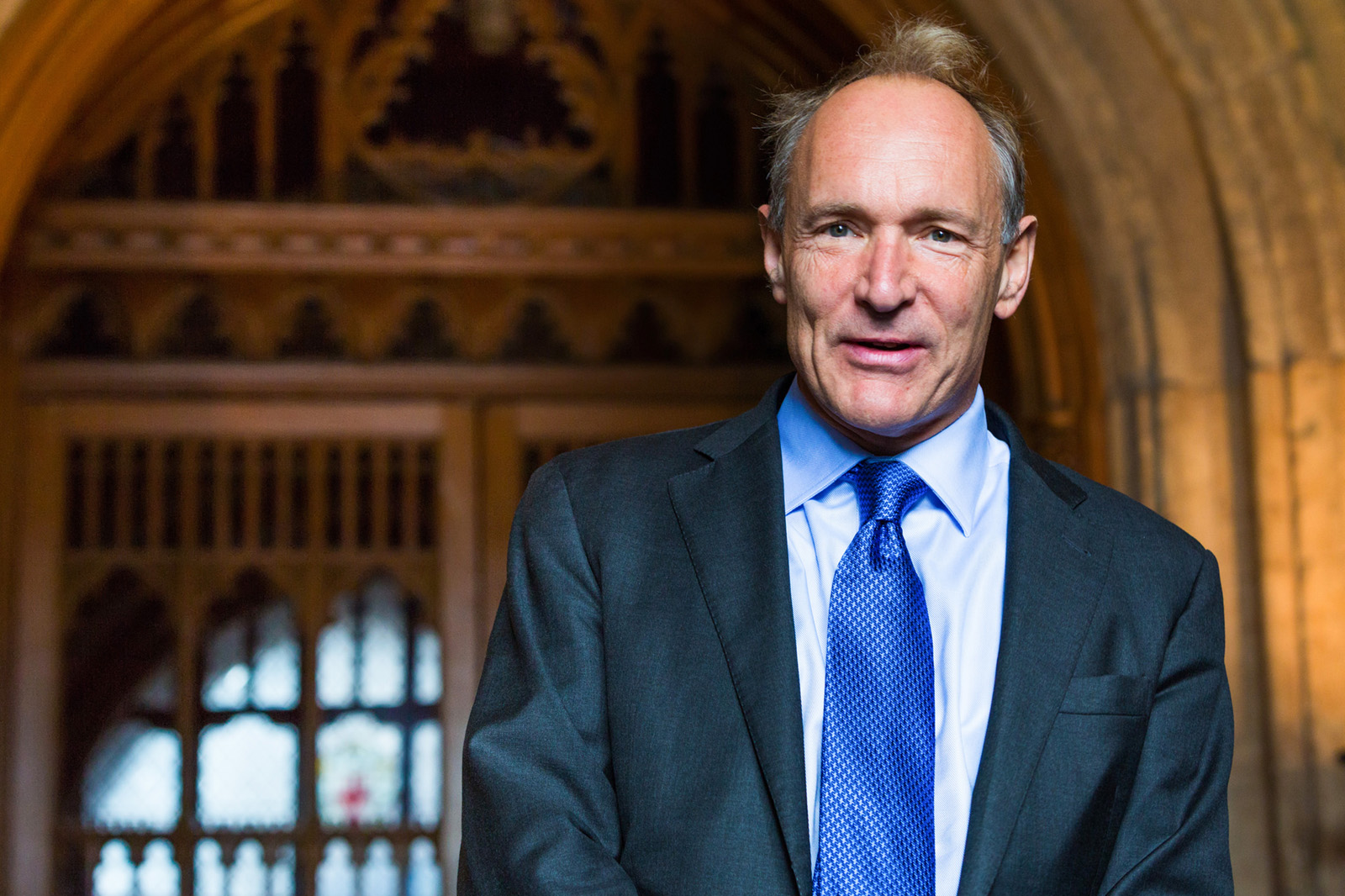
サー・ティム・バーナーズ＝リー

### 著名な教員
- サー・ティム・バーナーズ＝リー (計算機科学者)
- サー・ナイジェル・シャドボルト(計算機科学者)
- デイム・ウェンディ・ホール　(欽定教授 ・計算機科学者)
- サー・デヴィッド・ペイン  (光エレクトロニクス学者)
- レイモンド・プラント　(プラント男爵) （政治・行政学者）
- コーリン・レンフリュー (レンフリュー男爵) (考古学者)
- デイム・ジョスリン・ベル・バーネル (天体物理学者)
- アンソニー・マックグリュー （国際政治学者）
- ジェリー・ストーカー （政治・行政学者）

### 著名な卒業生
- ブライアン・イーノ - 音楽家
- 加藤泰彦 - 三井造船代表取締役取締役会長・前代表取締役社長
- アンナ・カルヴィ- 音楽家
- ジャスティン・グリーニング - 英国下院議員、教育大臣、女性・平等担当大臣
- サー・ジョージ・ザンベラス - イギリス海軍の第一海軍卿
- 鳥飼玖美子 - 通訳者
- エイドリアン・ニューウェイ - F1に参戦しているレッドブル・レーシングのチーフ・テクニカル・オフィサー
- トニー・ラダキン - 英国防参謀総長
- フィリモネ・ワガバザ - フィジーの経済学者、銀行家、外交官